# Province d'Italie
 (octobre 2017).
La province (en italien : provincia) constitue le second niveau d'administration territoriale en Italie ; elle se situe entre la région et la commune. Les règles générales relatives aux provinces sont fixées par le titre V, de la partie II, de la Constitution italienne (art. 114 et s.). Les provinces se sont associées dans l'Union des provinces d'Italie (Upi).

## Histoire des provinces d'Italie

Les 17 provinces du Royaume de Sardaigne en 1859, au cours du Risorgimento

Les provinces ont été créées par le décret royal no 3702 (aussi appelé « décret Rattazzi »), du 23 octobre 1859, qui tendait à uniformiser et améliorer l'administration territoriale du royaume de Sardaigne en prenant modèle sur les départements français. À la suite du traité de Turin, les provinces d'Annecy, Chambéry et partiellement celle de Nice (le reste forme la province de Porto Maurizio) sont annexées par la France.
Lors de la création du royaume d'Italie, en 1861, il y avait 59 provinces. Ce nombre passa à 69 avec la libération de plusieurs provinces occupées par l'Autriche-Hongrie en Vénétie euganéenne en 1866 (Belluno, Padoue, Rovigo, Trévise, Venise, Vérone, Vicence, Udine et Mantoue) et l'annexion de Rome (1870). Après la conclusion des traités qui suivirent la fin de la Première Guerre mondiale, le nombre de provinces passa, en 1924, à 76 en comprenant notamment la Vénétie julienne et l'Istrie (Fiume, Pola, Trente, Trieste, Zara), tandis que la province de Gorizia fondée en 1919 est supprimée, et la création de Tarente et de La Spezia.
En 1927, un décret est publié pour la création de 17 nouvelles provinces : Aoste, Bolzano, Brindisi, Castrogiovanni, Frosinone, Gorizia, Matera, Nuoro, Pescara, Pistoia, Ragusa, Rieti, Savona, Terni, Varese, Vercelli et Viterbo, et la suppression de la Terre de Labour, portant le nombre de provinces à 92. Girgenti est également rebaptisé Agrigento et Castrogiovanni rebaptisé Enna.
En 1934, la province de Littoria est fondée en partie sur les anciens marais pontins. En 1935 la province d'Asti est détachée de celle d'Alessandria, et en 1938 Massa et Carrara est renommé Apuania puis quelques mois plus tard, Aquila degli Abruzzi devint L'Aquila.
La Seconde Guerre mondiale a porté le territoire administratif italien à son extension maximale. L'attaque contre la Yougoslavie en 1941, avec le démembrement du pays qui en a résulté, a conduit à l'établissement de la province de Ljubljana portant les provinces à un total de 95. Par la suite la province de Zara est incluse dans le Gouvernorat de Dalmatie, avec les nouveaux territoires de Spalato et de Cattaro.
À l'issue du conflit Zara en 1944, puis Ljubljana, Pola et Fiume en 1945 sont perdues au profit de la Yougoslavie ainsi qu'une grande partie du territoire de Gorizia, tandis que Trieste devient un territoire sous administration alliée. La Province de Caserte est fondée au même moment. La nouvelle Italie républicaine tomba ainsi à un total de 91 provinces. En 1954, la province de Trieste revient à l'Italie, diminuée aux seules limites de la ville.
Depuis 1968, le nombre de provinces a fortement augmenté du fait de la création (par scission) de plusieurs provinces, surtout en fin de XXe siècle (Pordenone en 1968, Isernia en 1970, Oristano en 1974). En 1995, huit nouvelles provinces sont créés : Biella, Crotone, Lecco, Lodi, Prato, Rimini, Verbano-Cusio-Ossola et Vibo Valentia. En 2001, et effectif en 2005, les provinces sardes sont redéfinies, passant de quatre à huit, puis en 2009, trois nouvelles provinces sont établies (Monza-et-Brianza, Fermo et Barletta-Andria-Trani).
Leur nombre (110) étant considéré comme élevé et ayant un fort coût politique, le gouvernement Silvio Berlusconi IV décide le 13 août 2011, dans un décret-loi à convertir en loi, de supprimer toutes celles qui auraient moins de 300 000 habitants au recensement d'octobre 2011 (ou moins de 3 000 km2). Cela devrait conduire à la suppression de 29 à 34 provinces (qui seront supprimées au fur et à mesure de leur renouvellement électoral). Les dernières élections administratives (et notamment provinciales) s'étant déroulées au printemps 2011, les suppressions n'interviennent dans les faits qu'en 2016. La Sardaigne est alors divisée en cinq provinces plutôt que huit. En Sicile, les neuf provinces ont été transformées en Libres consortiums municipaux et trois villes métropolitaines (Palerme, Catane et Messine). Au Frioul-Vénétie Julienne, les quatre provinces ont été dissoutes en 2016 puis remplacées en 2020 par les organismes de décentralisation régionale, qui dépendent directement de la Région. En 2021, les provinces sardes reppassent au nombre de huit avec la recréation de Medio Campidano, Sulcis Iglesiente, Ogliastra, la création de la Sardaigne du Nord-Est et la suppression de la Sardaigne du Sud.
| Année           | 1861 | 1866 | 1870 | 1923 | 1924 | 1927 | 1934 | 1935 | 1941 | 1944 | 1945 |
| Nombre province | 59   | 68   | 69   | 75   | 76   | 92   | 93   | 94   | 95   | 94   | 93   |

| Année           | 1947 | 1954 | 1968 | 1970 | 1974 | 1995 | 2005 | 2009 | 2016 | 2020 | 2021 |
| Nombre province | 91   | 92   | 93   | 94   | 95   | 103  | 107  | 110  | 103  | 107  | 110  |

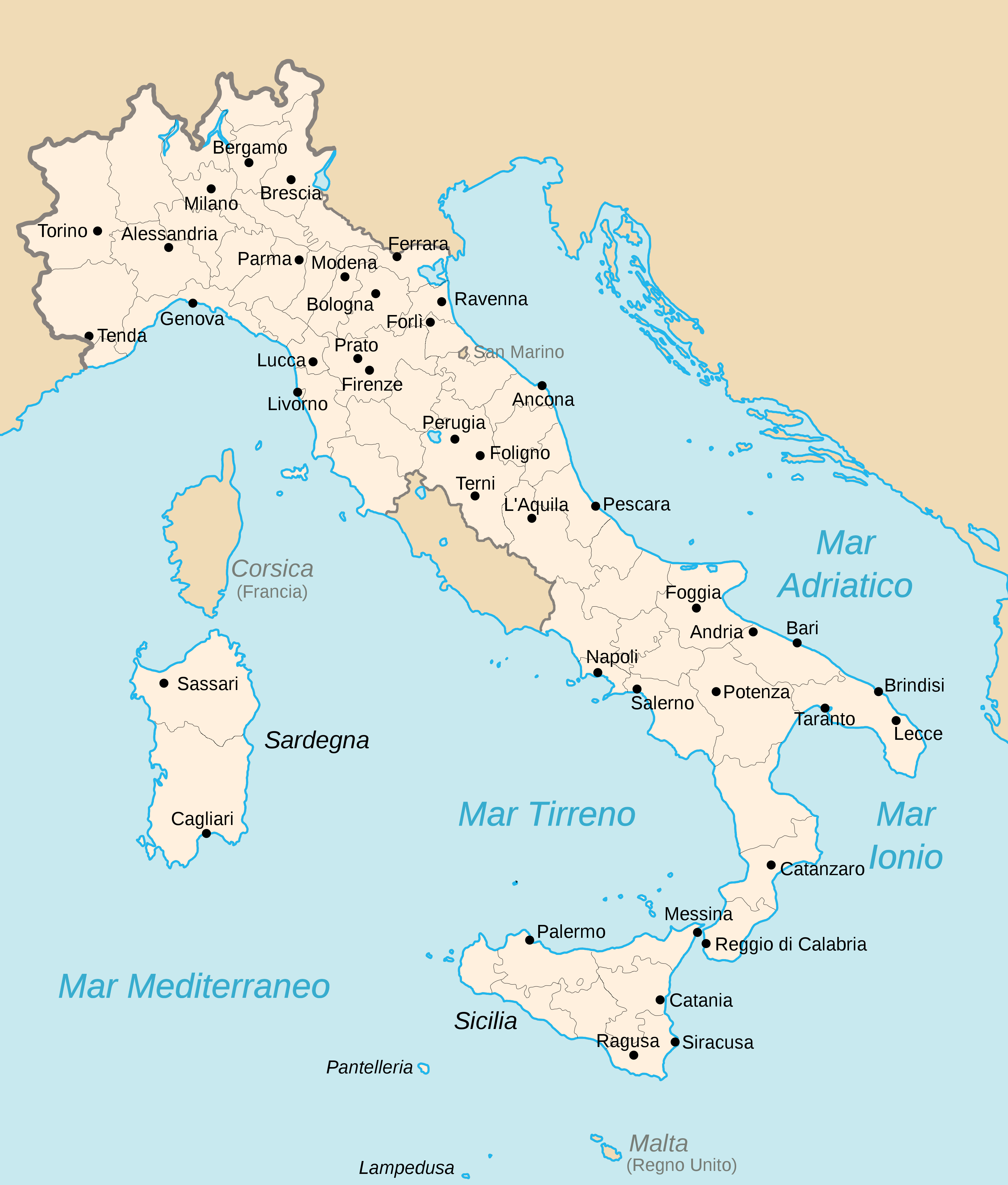
59 Provinces en 1861
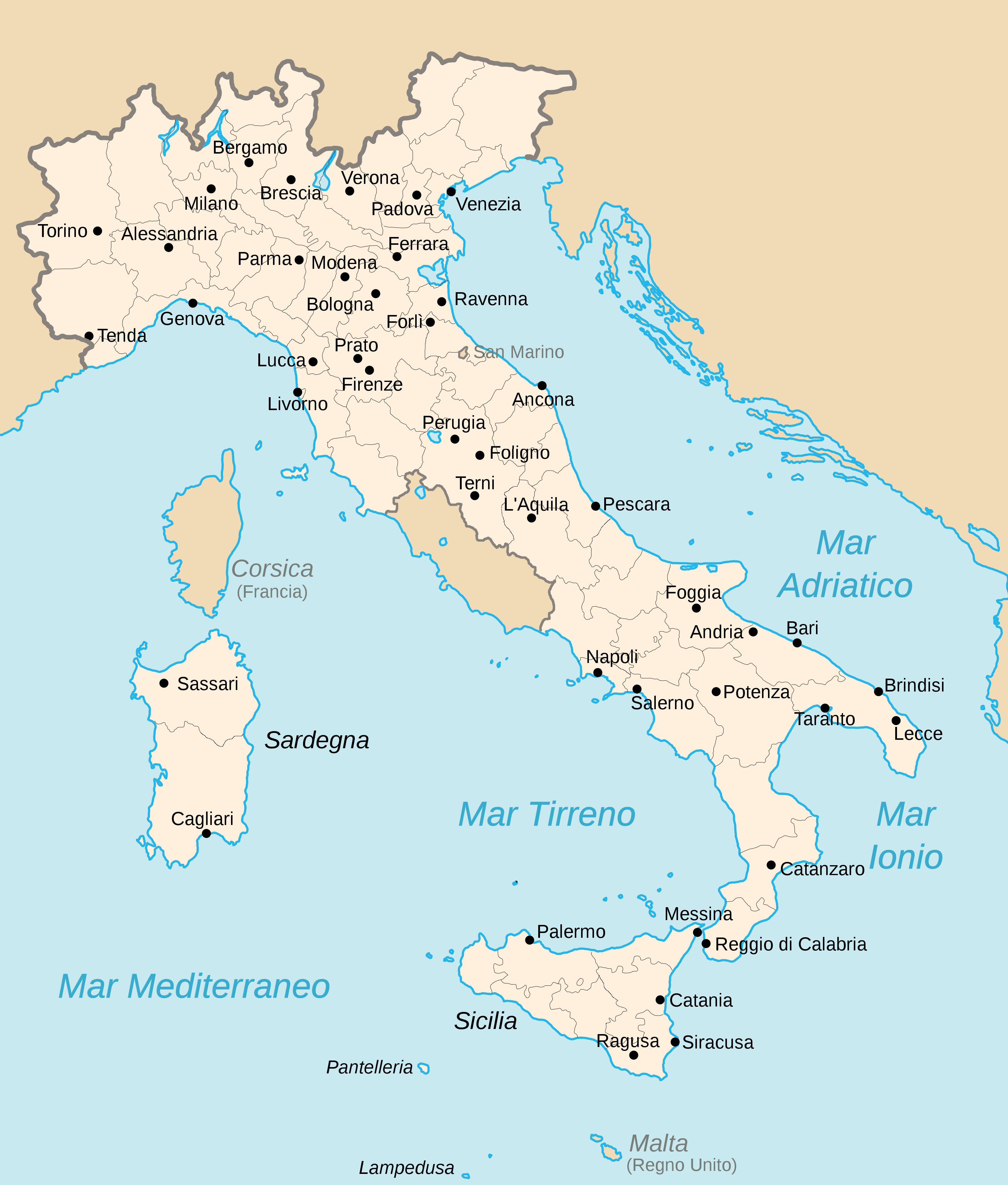
68 Provinces en 1866
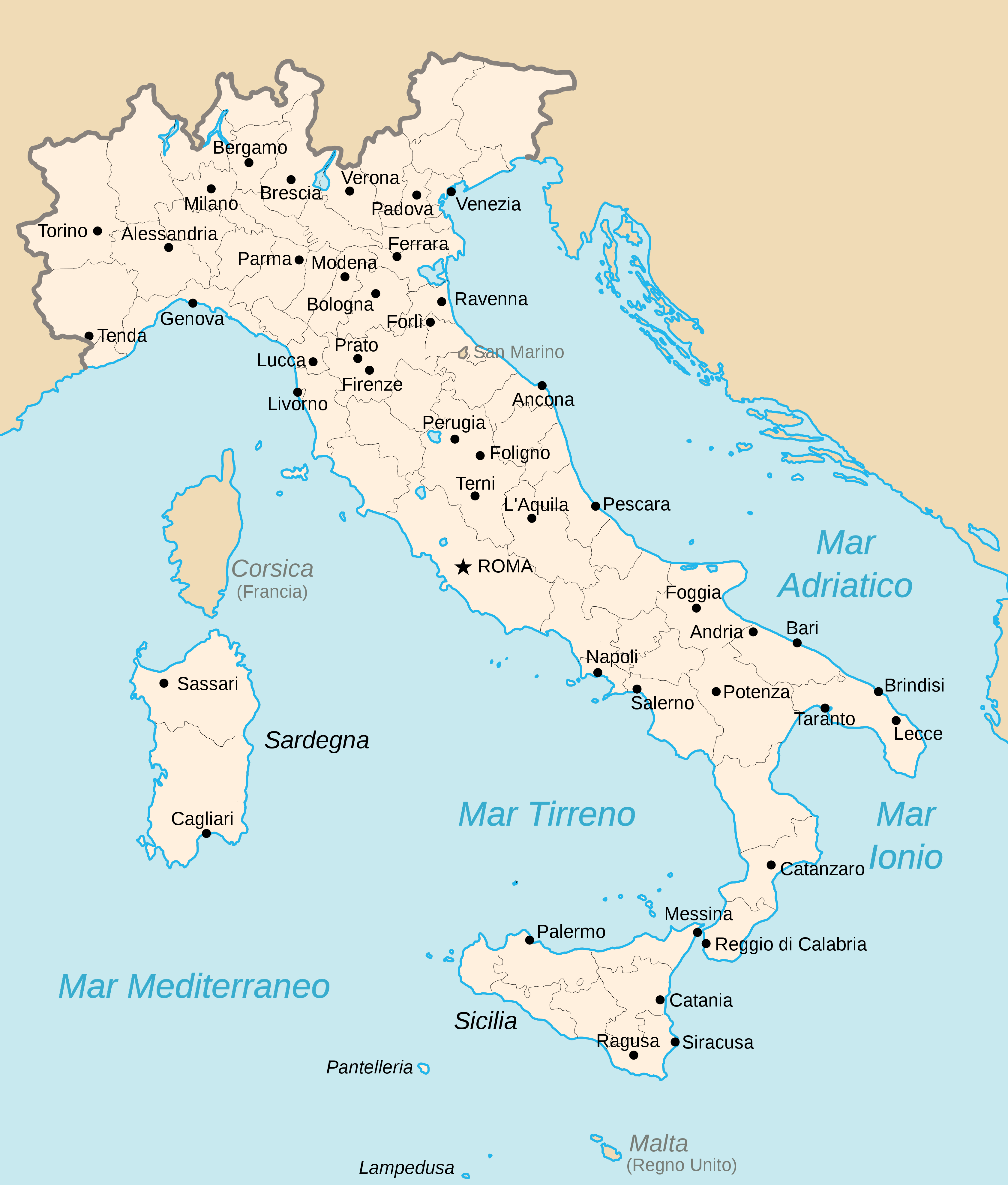
69 Provinces en 1870
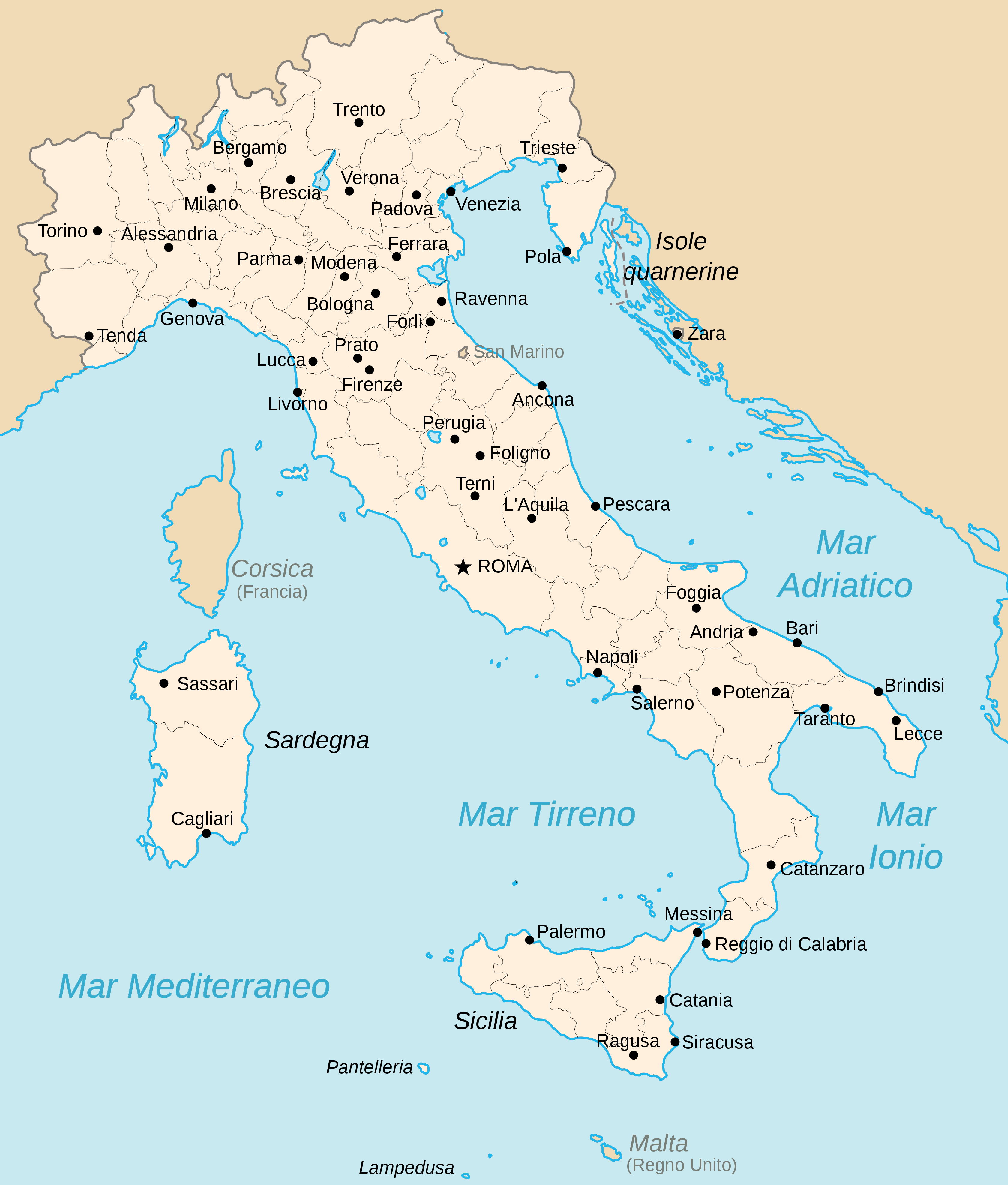
75 Provinces en 1923
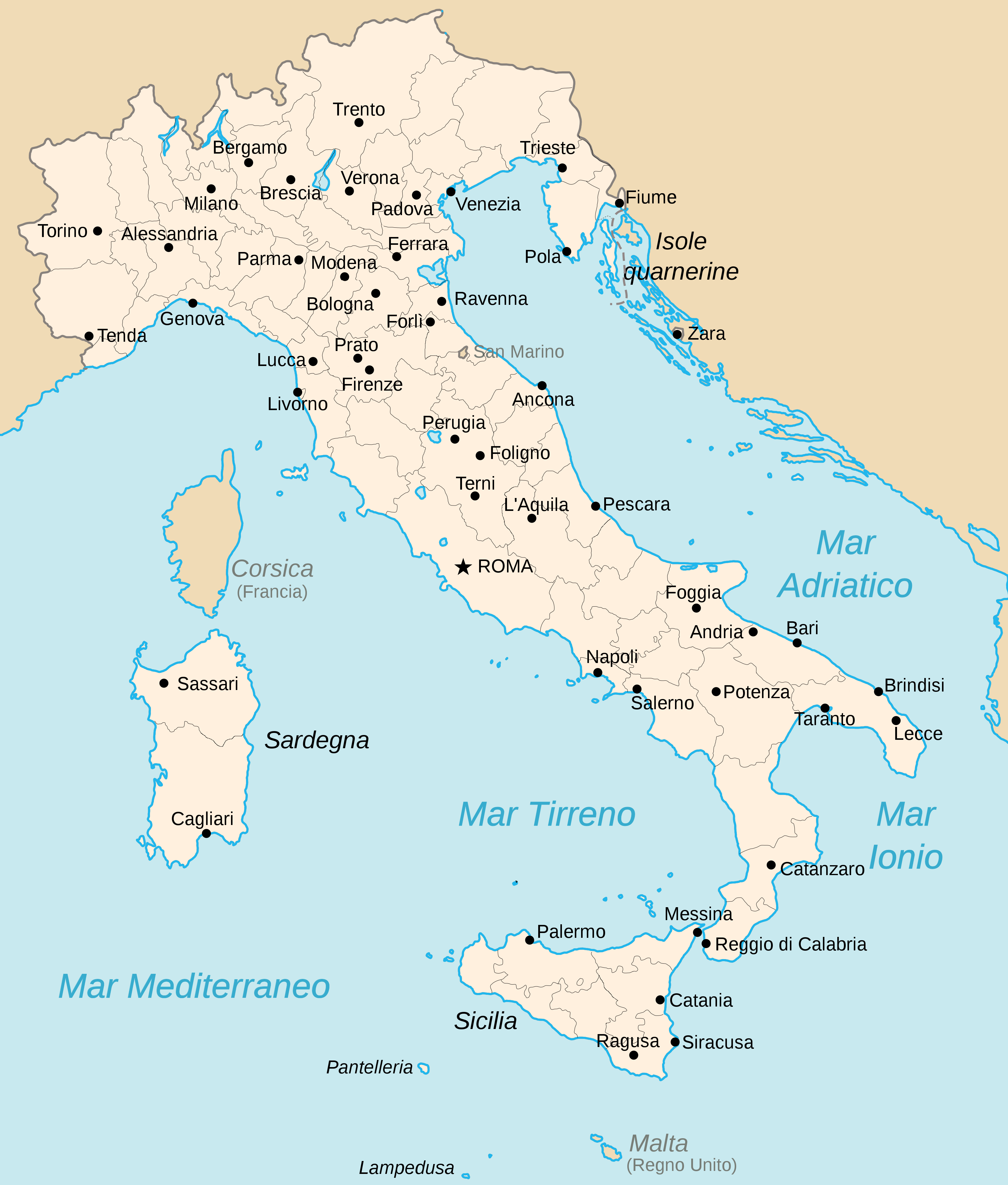
76 Provinces en 1924
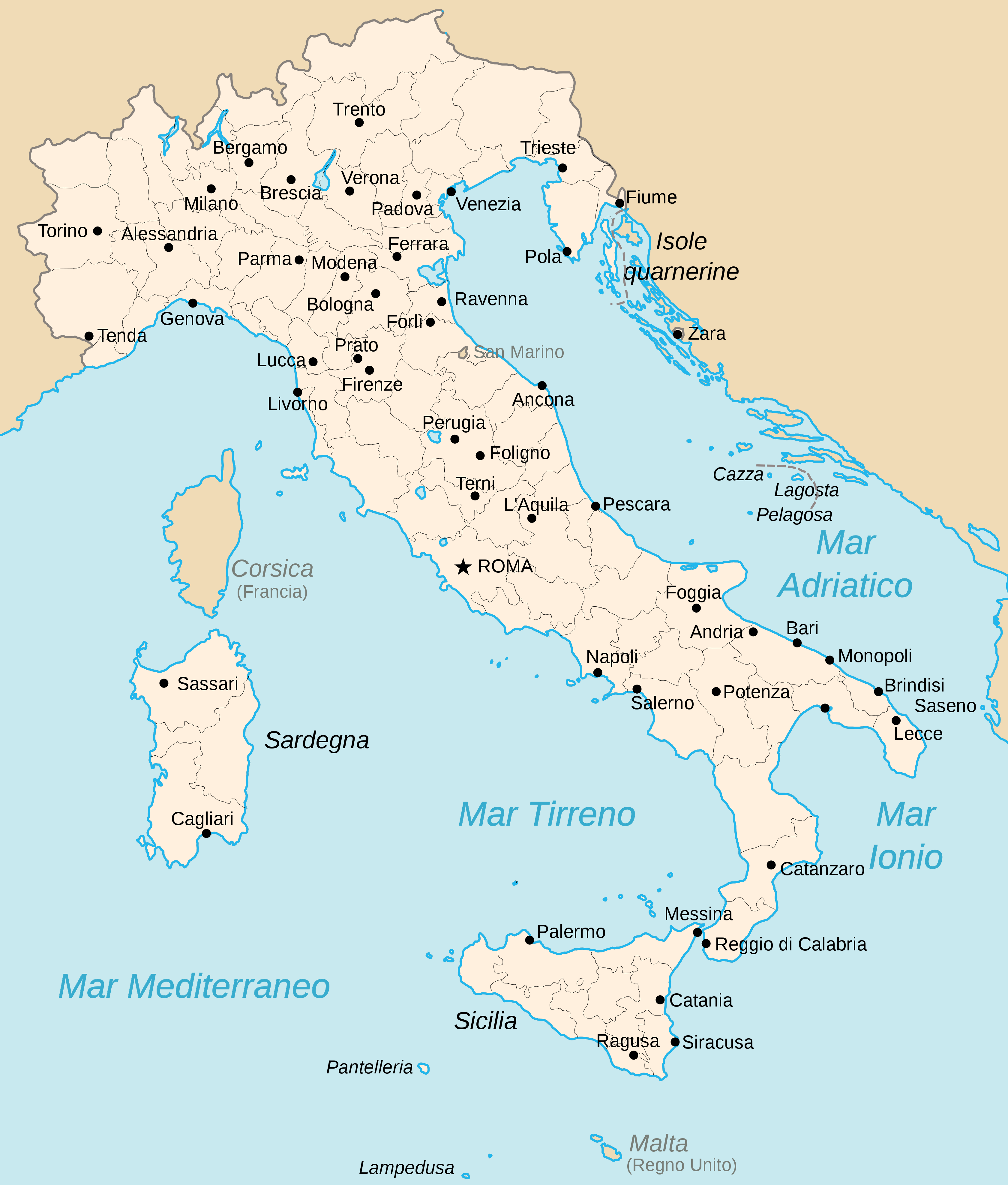
94 Provinces en 1935
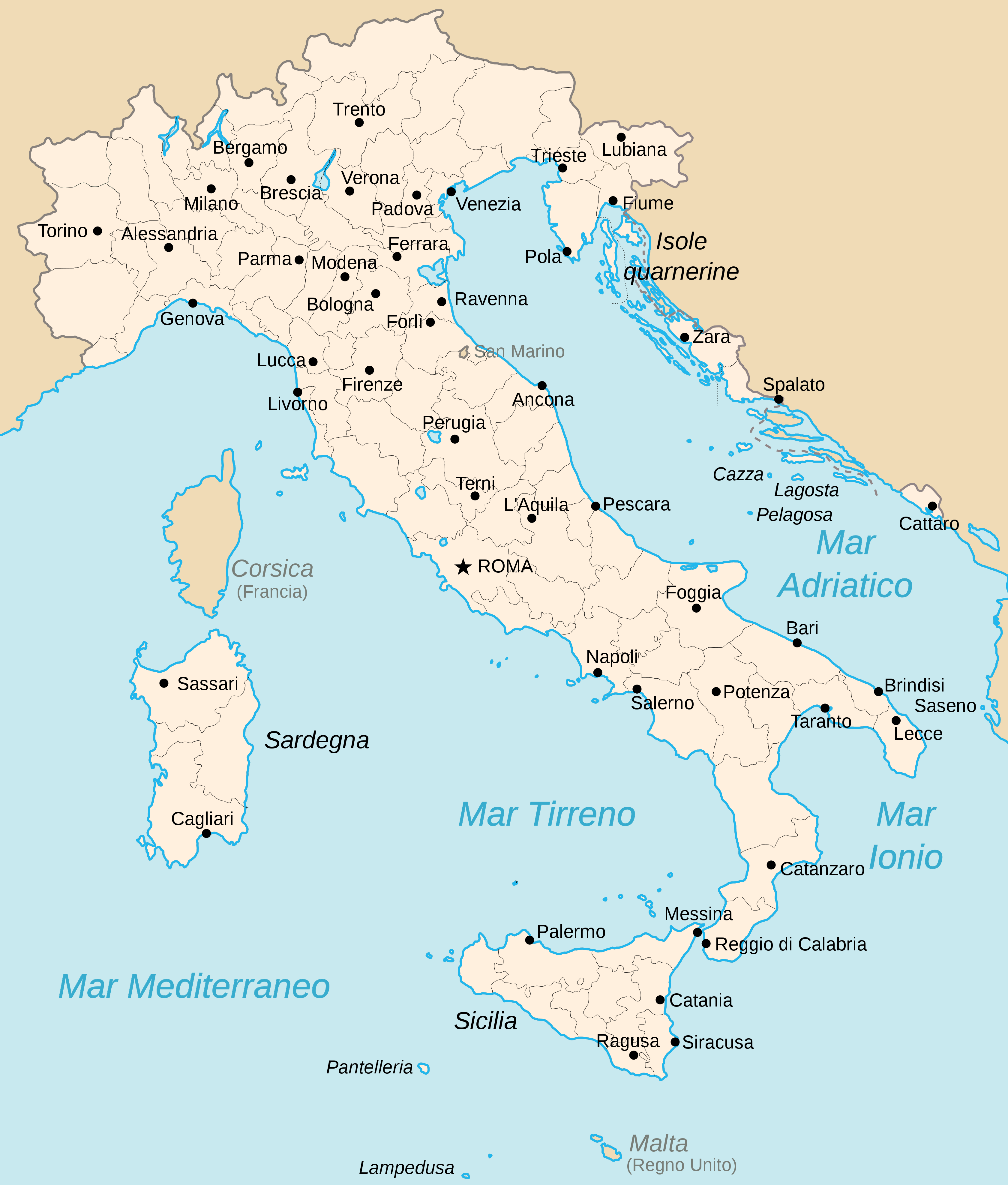
95 Provinces en 1941
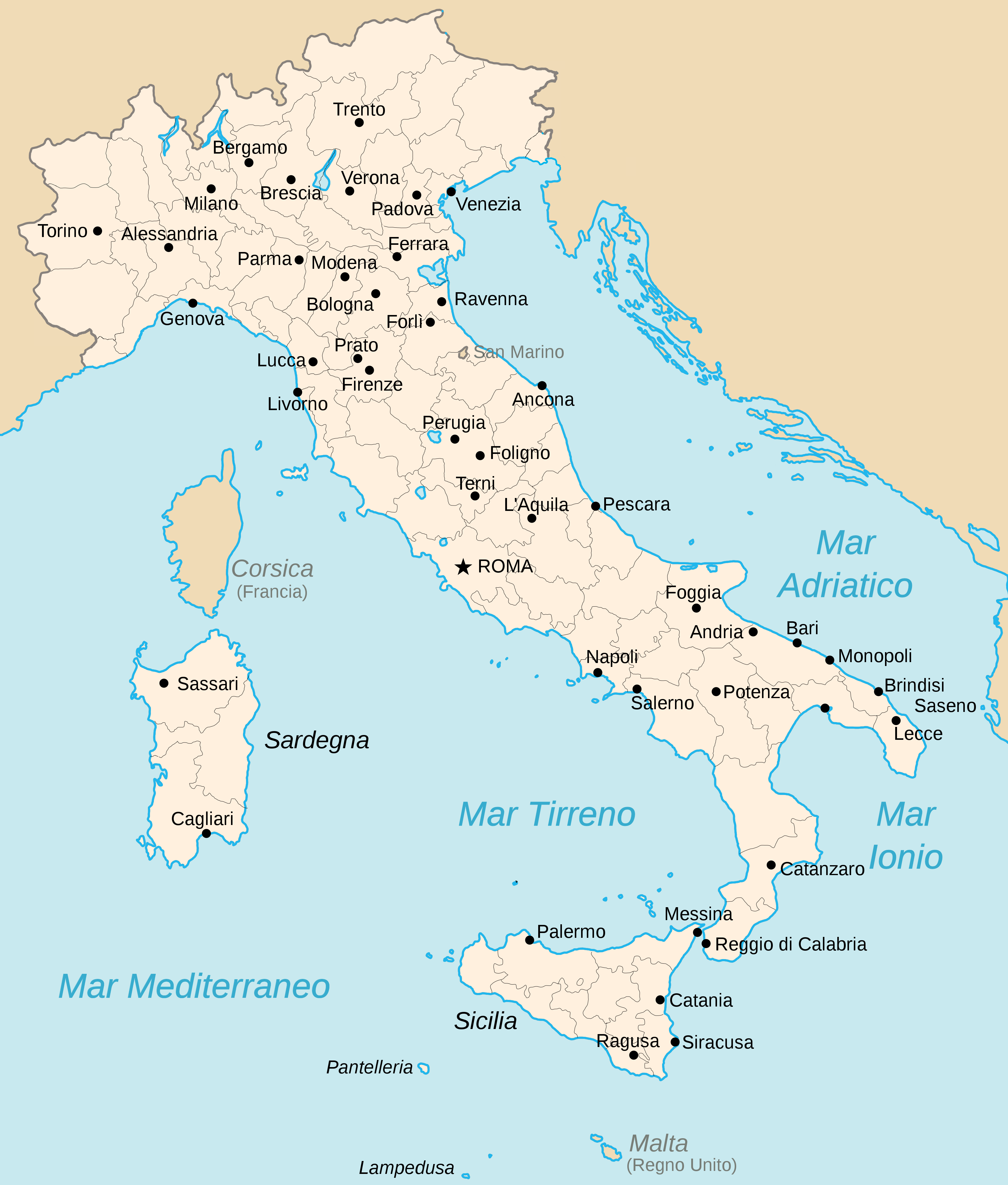
91 Provinces en 1947
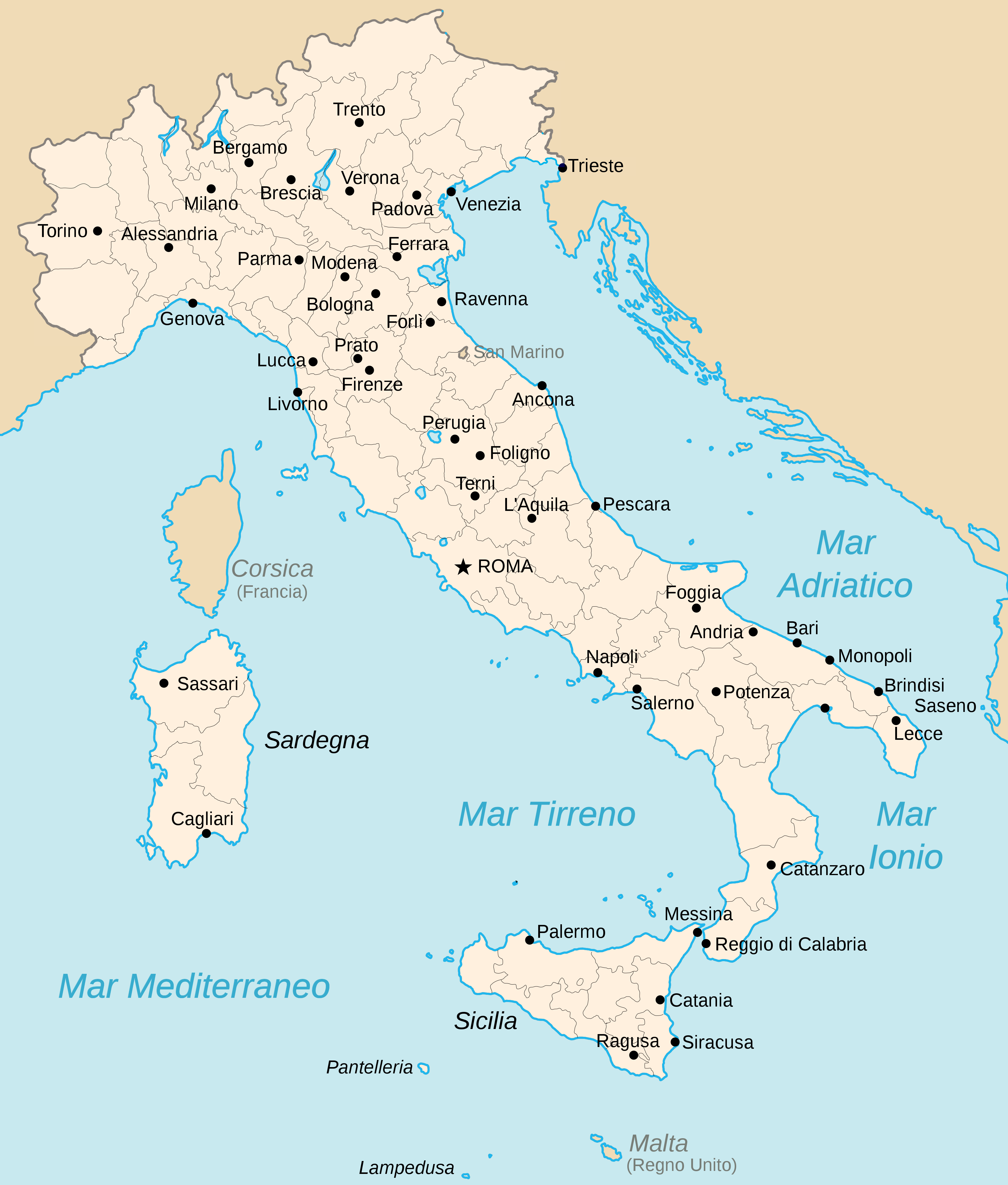
92 Provinces en 1954
Provinces de 1954 et 1995

## Compétences des provinces
Les provinces exercent, en Italie, quatre compétences principales :
- la planification locale et le zonage du territoire ;
- la police locale (polizia provinciale) ;
- l'organisation des services de lutte contre les incendies ;
- la réglementation des transports (enregistrement des véhicules à moteur) et la maintenance des routes secondaires.

La création des provinces d'Olbia-Tempio, d'Ogliastra, de Carbonia-Iglesias et de Medio Campidano a d'abord été considérée comme facultative avant de devenir effective[Quand ?]. Celles-ci fonctionnent tant comme des provinces que des services déconcentrés de la région de Sardaigne.
Les provinces de Bolzano et de Trente exercent des compétences tant de niveau provincial que régional et, en partie, étatiques. Le Conseil régional du Trentin-Haut-Adige ne dispose que de compétences très limitées, l'essentiel étant assuré par les conseils provinciaux de Bolzano et de Trente.
Dans la région autonome Vallée d'Aoste, il n'y a pas de province, et les compétences normalement dévolues à celle-ci sont exercées par la région.

## Organisation des provinces
Chaque province est administrée par une assemblée — le conseil provincial (Consiglio provinciale) — qui élit une instance exécutive appelé junte provinciale (Giunta provinciale). À la tête du conseil provincial se trouve un président (presidente), qui préside également la province et la junte provinciale ; il nomme ses assesseurs (assessori) parmi les membres de la junte et dirige les services administratifs de la province. Les membres du conseil provincial et le président de la province sont élus par les citoyens résidant dans la province.
Dans chaque province, il y a également un préfet (prefetto ; le terme en français est officiel en Vallée d'Aoste) qui représente le gouvernement de la république. Il dirige les services de la préfecture-office territorial du Gouvernement.
Un questeur (questore ; le terme en français est officiel en Vallée d'Aoste) dirige les services de la police d'État dans la province. La Préfecture de police se dénomme Questura, officiellement Questure en français en Vallée d'Aoste.

## Liste

### Actuelles
Il existe 110 provinces (dont 15 villes métropolitaines, 6 Libres consortiums municipaux, 4 EDR et 2 provinces autonomes) mais 109 administrations provinciales, les compétences de la province dans la Vallée d'Aoste étant exercées par la région.
| Province                    | Sigle | Région                     | Superficie (km2) | Population (2010) | Densité (hab./km2) | Communes | Création    |
| --------------------------- | ----- | -------------------------- | ---------------- | ----------------- | ------------------ | -------- | ----------- |
| Agrigente (LCM)             | AG    | Sicile                     | +003 042,        | +00454 002,       | +0149,             | +0043,   | 1861        |
| Alexandrie                  | AL    | Piémont                    | +003 559,        | +00440 613,       | +0124,             | +0190,   | 1861        |
| Ancône                      | AN    | Marches                    | +001 940,        | +00481 028,       | +0248,             | +0056,   | 1861        |
| Aoste (RISS)                | AO    | Vallée d'Aoste             | +003 263,        | +00128 230,       | +0039,             | +0074,   | 1927        |
| Arezzo                      | AR    | Toscane                    | +003 236,        | +00349 651,       | +0108,             | +0039,   | 1861        |
| Ascoli Piceno               | AP    | Marches                    | +001 228,        | +00214 068,       | +0174,             | +0033,   | 1861        |
| Asti                        | AT    | Piémont                    | +001 515,        | +00221 687,       | +0146,             | +0118,   | 1935        |
| Avellino                    | AV    | Campanie                   | +002 792,        | +00439 137,       | +0157,             | +0119,   | 1861        |
| Bari (VM)                   | BA    | Pouilles                   | +003 821,        | +01 258 706,      | +0329,             | +0041,   | 1861        |
| Barletta-Andria-Trani       | BT    | Pouilles                   | +001 538,        | +00392 863,       | +0255,             | +0010,   | 2004        |
| Belluno                     | BL    | Vénétie                    | +003 676,        | +00213 474,       | +0058,             | +0069,   | 1866        |
| Bénévent                    | BN    | Campanie                   | +002 071,        | +00287 874,       | +0139,             | +0078,   | 1861        |
| Bergame                     | BG    | Lombardie                  | +002 723,        | +01 098 740,      | +0404,             | +0244,   | 1861        |
| Biella                      | BI    | Piémont                    | +000914,         | +00185 768,       | +0203,             | +0082,   | 1992        |
| Bologne (VM)                | BO    | Émilie-Romagne             | +003 702,        | +00991 924,       | +0268,             | +0060,   | 1861        |
| Bolzano (province autonome) | BZ    | Trentin-Haut-Adige         | +007 400,        | +00507 657,       | +0069,             | +0116,   | 1927        |
| Brescia                     | BS    | Lombardie                  | +004 783,        | +01 256 025,      | +0263,             | +0206,   | 1861        |
| Brindisi                    | BR    | Pouilles                   | +001 839,        | +00403 229,       | +0219,             | +0020,   | 1927        |
| Cagliari (VM)               | CA    | Sardaigne                  |                  |                   |                    |          | 1861        |
| Sulcis Iglesiente           | CI    | Sardaigne                  |                  |                   |                    |          | 2005 / 2021 |
| Caltanissetta (LCM)         | CL    | Sicile                     | +002 124,        | +00271 729,       | +0128,             | +0022,   | 1861        |
| Campobasso                  | CB    | Molise                     | +002 910,        | +00231 086,       | +0079,             | +0084,   | 1861        |
| Caserte                     | CE    | Campanie                   | +002 640,        | +00916 467,       | +0347,             | +0104,   | 1945        |
| Catane (VM)                 | CT    | Sicile                     | +003 553,        | +01 090 101,      | +0307,             | +0058,   | 1861        |
| Catanzaro                   | CZ    | Calabre                    | +002 392,        | +00368 597,       | +0154,             | +0080,   | 1861        |
| Chieti                      | CH    | Abruzzes                   | +002 588,        | +00397 123,       | +0153,             | +0104,   | 1861        |
| Côme                        | CO    | Lombardie                  | +001 288,        | +00594 988,       | +0462,             | +0160,   | 1861        |
| Coni                        | CN    | Piémont                    | +006 902,        | +00592 303,       | +0086,             | +0250,   | 1861        |
| Cosenza                     | CS    | Calabre                    | +006 650,        | +00734 656,       | +0110,             | +0155,   | 1861        |
| Crémone                     | CR    | Lombardie                  | +001 771,        | +00363 606,       | +0205,             | +0115,   | 1861        |
| Crotone                     | KR    | Calabre                    | +001 716,        | +00174 605,       | +0102,             | +0027,   | 1992        |
| Enna (LCM)                  | EN    | Sicile                     | +002 561,        | +00172 485,       | +0067,             | +0020,   | 1927        |
| Fermo                       | FM    | Marches                    | +000860,         | +00177 914,       | +0207,             | +0040,   | 2004        |
| Ferrare                     | FE    | Émilie-Romagne             | +002 630,        | +00359 994,       | +0137,             | +0026,   | 1861        |
| Florence (VM)               | FI    | Toscane                    | +003 515,        | +00998 098,       | +0284,             | +0044,   | 1861        |
| Foggia                      | FG    | Pouilles                   | +006 966,        | +00640 499,       | +0092,             | +0061,   | 1861        |
| Forlì-Cesena                | FC    | Émilie-Romagne             | +002 376,        | +00395 489,       | +0166,             | +0030,   | 1861        |
| Frosinone                   | FR    | Latium                     | +003 243,        | +00498 167,       | +0154,             | +0091,   | 1927        |
| Gênes                       | GE    | Ligurie                    | +001 839,        | +00882 718,       | +0480,             | +0067,   | 1861        |
| Gorizia (EDR)               | GO    | Frioul-et-Vénétie-Julienne | +000466,         | +00142 407,       | +0306,             | +0025,   | 1923        |
| Grosseto                    | GR    | Toscane                    | +004 501,        | +00228 157,       | +0051,             | +0028,   | 1861        |
| Imperia                     | IM    | Ligurie                    | +001 156,        | +00222 648,       | +0193,             | +0067,   | 1861        |
| Isernia                     | IS    | Molise                     | +001 528,        | +00088 694,       | +0058,             | +0052,   | 1970        |
| L'Aquila                    | AQ    | Abruzzes                   | +005 035,        | +00309 820,       | +0062,             | +0108,   | 1861        |
| Latina                      | LT    | Latium                     | +002 250,        | +00555 692,       | +0247,             | +0033,   | 1934        |
| Lecce                       | LE    | Pouilles                   | +002 759,        | +00815 597,       | +0296,             | +0087,   | 1861        |
| Lecco                       | LC    | Lombardie                  | +000816,         | +00340 167,       | +0417,             | +0090,   | 1992        |
| Livourne                    | LI    | Toscane                    | +001 211,        | +00342 955,       | +0283,             | +0020,   | 1861        |
| Lodi                        | LO    | Lombardie                  | +000782,         | +00227 655,       | +0291,             | +0061,   | 1992        |
| Lucques                     | LU    | Toscane                    | +001 773,        | +00393 795,       | +0222,             | +0035,   | 1861        |
| Macerata                    | MC    | Marches                    | +002 774,        | +00325 362,       | +0117,             | +0050,   | 1861        |
| Mantoue                     | MN    | Lombardie                  | +002 339,        | +00415 442,       | +0178,             | +0070,   | 1866        |
| Massa-Carrara               | MS    | Toscane                    | +001 157,        | +00203 901,       | +0176,             | +0017,   | 1861        |
| Matera                      | MT    | Basilicate                 | +003 447,        | +00203 726,       | +0059,             | +0031,   | 1927        |
| Messine (VM)                | ME    | Sicile                     | +003 247,        | +00653 737,       | +0201,             | +0108,   | 1861        |
| Milan (VM)                  | MI    | Lombardie                  | +001 575,        | +03 156 694,      | +2 004,            | +0134,   | 1861        |
| Modène                      | MO    | Émilie-Romagne             | +002 689,        | +00700 913,       | +0261,             | +0047,   | 1861        |
| Monza et Brianza            | MB    | Lombardie                  | +000405,         | +00849 636,       | +2 098,            | +0055,   | 2004        |
| Naples (VM)                 | NA    | Campanie                   | +001 171,        | +03 080 873,      | +2 631,            | +0092,   | 1861        |
| Novare                      | NO    | Piémont                    | +001 339,        | +00371 802,       | +0278,             | +0088,   | 1861        |
| Nuoro                       | NU    | Sardaigne                  |                  |                   |                    |          | 1927        |
| Ogliastra                   | OG    | Sardaigne                  |                  |                   |                    |          | 2005 / 2021 |
| Oristano                    | OR    | Sardaigne                  |                  |                   |                    |          | 1974        |
| Padoue                      | PD    | Vénétie                    | +002 143,        | +00934 216,       | +0436,             | +0104,   | 1866        |
| Palerme (VM)                | PA    | Sicile                     | +004 992,        | +01 249 577,      | +0250,             | +0082,   | 1861        |
| Parme                       | PR    | Émilie-Romagne             | +003 450,        | +00442 120,       | +0128,             | +0047,   | 1861        |
| Pavie                       | PV    | Lombardie                  | +002 965,        | +00548 307,       | +0185,             | +0190,   | 1861        |
| Pérouse                     | PG    | Ombrie                     | +006 332,        | +00671 821,       | +0106,             | +0059,   | 1861        |
| Pesaro et Urbino            | PU    | Marches                    | +002 564,        | +00366 963,       | +0143,             | +0060,   | 1861        |
| Pescara                     | PE    | Abruzzes                   | +001 225,        | +00323 184,       | +0264,             | +0046,   | 1927        |
| Pise                        | PI    | Toscane                    | +002 445,        | +00417 782,       | +0171,             | +0039,   | 1861        |
| Pistoia                     | PT    | Toscane                    | +000965,         | +00293 061,       | +0304,             | +0022,   | 1927        |
| Plaisance                   | PC    | Émilie-Romagne             | +002 590,        | +00289 875,       | +0112,             | +0048,   | 1861        |
| Pordenone (EDR)             | PN    | Frioul-et-Vénétie-Julienne | +002 130,        | +00315 323,       | +0148,             | +0051,   | 1968        |
| Potenza                     | PZ    | Basilicate                 | +006 549,        | +00383 791,       | +0059,             | +0100,   | 1861        |
| Prato                       | PO    | Toscane                    | +000365,         | +00249 775,       | +0684,             | +0007,   | 1992        |
| Raguse (LCM)                | RG    | Sicile                     | +001 614,        | +00318 549,       | +0197,             | +0012,   | 1927        |
| Ravenne                     | RA    | Émilie-Romagne             | +001 858,        | +00392 458,       | +0211,             | +0018,   | 1861        |
| Reggio de Calabre           | RC    | Calabre                    | +003 184,        | +00566 977,       | +0178,             | +0097,   | 1861        |
| Reggio d'Émilie             | RE    | Émilie-Romagne             | +002 292,        | +00530 343,       | +0231,             | +0045,   | 1861        |
| Rieti                       | RI    | Latium                     | +002 750,        | +00160 467,       | +0058,             | +0073,   | 1927        |
| Rimini                      | RN    | Émilie-Romagne             | +000863,         | +00329 302,       | +0382,             | +0027,   | 1992        |
| Rome Capitale (VM)          | RM    | Latium                     | +005 352,        | +04 194 068,      | +0784,             | +0121,   | 1870        |
| Rovigo                      | RO    | Vénétie                    | +001 790,        | +00247 884,       | +0138,             | +0050,   | 1866        |
| Salerne                     | SA    | Campanie                   | +004 918,        | +01 109 705,      | +0226,             | +0158,   | 1861        |
| Sassari (VM)                | SS    | Sardaigne                  |                  |                   |                    |          | 1861        |
| Savone                      | SV    | Ligurie                    | +001 545,        | +00287 906,       | +0186,             | +0069,   | 1927        |
| Sienne                      | SI    | Toscane                    | +003 823,        | +00272 638,       | +0071,             | +0036,   | 1861        |
| Sondrio                     | SO    | Lombardie                  | +003 210,        | +00183 169,       | +0057,             | +0078,   | 1861        |
| La Spezia                   | SP    | Ligurie                    | +000881,         | +00223 516,       | +0254,             | +0032,   | 1927        |
| Syracuse (LCM)              | SR    | Sicile                     | +002 108,        | +00404 271,       | +0192,             | +0021,   | 1861        |
| Tarente                     | TA    | Pouilles                   | +002 436,        | +00580 028,       | +0238,             | +0029,   | 1924        |
| Teramo                      | TE    | Abruzzes                   | +001 948,        | +00312 239,       | +0160,             | +0047,   | 1861        |
| Terni                       | TR    | Ombrie                     | +002 122,        | +00234 665,       | +0111,             | +0033,   | 1927        |
| Trapani (LCM)               | TP    | Sicile                     | +002 460,        | +00436 624,       | +0177,             | +0024,   | 1861        |
| Trente (province autonome)  | TN    | Trentin-Haut-Adige         | +006 203,        | +00529 457,       | +0085,             | +0217,   | 1923        |
| Trieste (EDR)               | TS    | Frioul-et-Vénétie-Julienne | +000212,         | +00236 556,       | +1 116,            | +0006,   | 1923        |
| Trévise                     | TV    | Vénétie                    | +002 477,        | +00888 249,       | +0359,             | +0095,   | 1866        |
| Turin (VM)                  | TO    | Piémont                    | +006 829,        | +02 302 353,      | +0337,             | +0315,   | 1861        |
| Udine (EDR)                 | UD    | Frioul-et-Vénétie-Julienne | +004 904,        | +00541 522,       | +0110,             | +0136,   | 1866        |
| Varèse                      | VA    | Lombardie                  | +001 199,        | +00883 285,       | +0737,             | +0141,   | 1927        |
| Venise (VM)                 | VE    | Vénétie                    | +002 461,        | +00863 133,       | +0351,             | +0044,   | 1866        |
| Verbano-Cusio-Ossola        | VB    | Piémont                    | +002 256,        | +00163 247,       | +0072,             | +0077,   | 1992        |
| Vercelli                    | VC    | Piémont                    | +002 088,        | +00179 562,       | +0086,             | +0086,   | 1927        |
| Vérone                      | VR    | Vénétie                    | +003 120,        | +00920 158,       | +0295,             | +0098,   | 1866        |
| Medio Campidano             | VS    | Sardaigne                  |                  |                   |                    |          | 2005 / 2021 |
| Vibo Valentia               | VV    | Calabre                    | +001 139,        | +00166 560,       | +0146,             | +0050,   | 1992        |
| Vicence                     | VI    | Vénétie                    | +002 723,        | +00870 740,       | +0320,             | +0121,   | 1866        |
| Viterbe                     | VT    | Latium                     | +003 614,        | +00320 294,       | +0089,             | +0060,   | 1927        |
| Sardaigne Nord-Est          |       | Sardaigne                  |                  |                   |                    |          | 2021        |

### Anciennes
| Province         | Sigle | Région                     | Superficie (km2) | Population (2010) | Densité (hab./km2) | Communes | Création    | Suppression |
| ---------------- | ----- | -------------------------- | ---------------- | ----------------- | ------------------ | -------- | ----------- | ----------- |
| Gorizia          | GO    | Frioul-et-Vénétie-Julienne | +000466,         | +00142 407,       | +0306,             | +0025,   | 1919 / 1927 | 1923 / 2017 |
| Pordenone        | PN    | Frioul-et-Vénétie-Julienne | +002 130,        | +00315 323,       | +0148,             | +0051,   | 1967        | 2017        |
| Sardaigne du Sud | SU    | Sardaigne                  |                  |                   |                    |          | 2016        | 2021        |
| Trieste          | TS    | Frioul-et-Vénétie-Julienne | +000212,         | +00236 556,       | +1 116,            | +0006,   | 1920 / 1954 | 1947 / 2017 |
| Udine            | UD    | Frioul-et-Vénétie-Julienne | +004 904,        | +00541 522,       | +0110,             | +0136,   | 1866        | 2018        |

- Province de Terre de Labour (1861–1927). Elle était divisée entre les provinces actuelles de Frosinone, Latina et Caserta.
- Province de Zara (1923–1944). Créé après la Première Guerre mondiale en Dalmatie. À l'origine un petit territoire, il a été considérablement agrandi en 1941 pendant la Seconde Guerre mondiale. Il faisait partie du gouvernorat de Dalmatie. Il est resté nominalement une partie de la République sociale italienne après la capitulation italienne.
- Province de Pola (1923–1945). Créé après la Première Guerre mondiale en Istrie. Elle a été occupée par l'Allemagne en septembre 1943 et administrée dans le cadre de la zone opérationnelle allemande du littoral adriatique.
- Province de Fiume (ou du Carnaro) (1924–1947). Créé après la Première Guerre mondiale à Kvarner. Agrandi pendant la Seconde Guerre mondiale. Elle a été occupée par l'Allemagne en septembre 1943 et administrée dans le cadre de la zone opérationnelle allemande du littoral adriatique.
- Province d'Aoste (1927–1945). Détachée de la province de Turin, devenue Région autonome Vallée d'Aoste en 1948.
- Province de Ljubljana (1941–1945). Créée pendant la Seconde Guerre mondiale. Elle a été occupée par l'Allemagne en septembre 1943 et administrée dans le cadre de la zone d'opérations de la côte Adriatique.
- Province de Spalato (1941–1945). Créée pendant la Seconde Guerre mondiale. Elle faisait partie du gouvernorat de la Dalmatie. Elle a été occupée par l'Allemagne en septembre 1943 et plus tard annexée par l'État indépendant de Croatie.
- Province de Cattaro (1941–1945). Créée pendant la Seconde Guerre mondiale. Elle faisait partie du gouvernorat de la Dalmatie. Elle fut occupée par l'Allemagne en septembre 1943 et plus tard annexée par l'État indépendant de Croatie.

En 2005, la Sardaigne passe de quatre à huit provinces. Néanmoins en 2016, leur nombre fut ramené à cinq entrainant la disparition de Ogliastra, Carbonia-Iglesias, Olbia-Tempio et Medio Campidano, et la création de la Province de Sardaigne du Sud.
Dans le cadre des réformes de 2015, les provinces des principales communes italiennes changent de statut, devenant des villes métropolitaines : Gênes, Milan, Turin, Naples, Rome, Florence, Trieste, Catane, Messine